# Wybuch gazu w Gdańsku (1976)
Wybuch gazu w Gdańsku – miał miejsce 1 lutego 1976 w Gdańsku Siedlcach, przy ulicy Andrzeja Struga 12. W wyniku wybuchu gazu przestał istnieć 2-piętrowy budynek mieszkalny. Przyczyną katastrofy był gaz wydobywający się z nieszczelnych rur gazociągu biegnącego pod ziemią.

## Historia

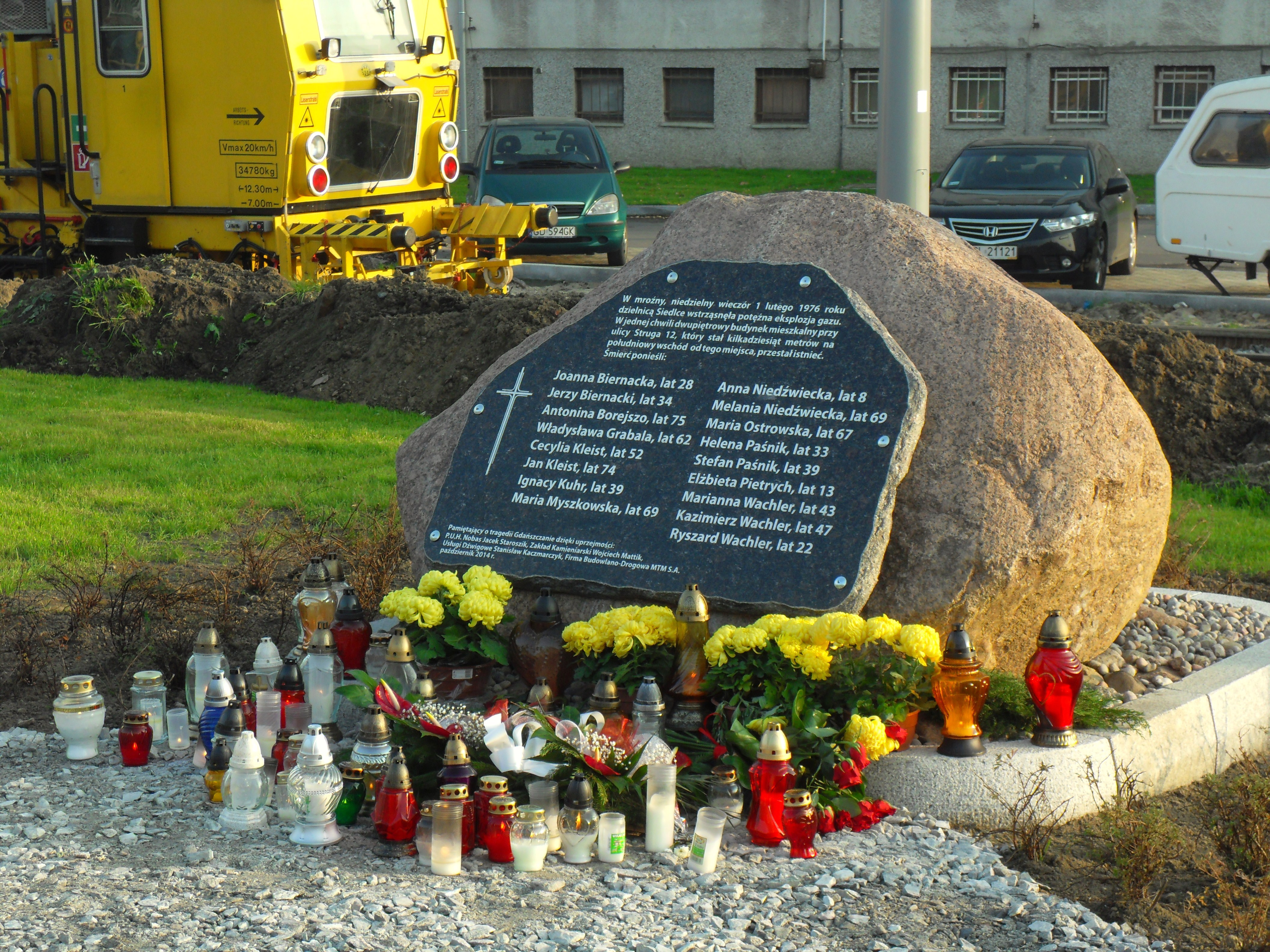
Głaz pamiątkowy znajdujący się przy ul. Kartuskiej

Gaz zbierał się w piwnicy – w momencie wybuchu, około godziny 21:00 młody mieszkaniec budynku (zginął, jego ciało odnaleziono w piwnicy) zapalił w piwnicy światło – przeskoczyła iskra i nastąpiła silna eksplozja. W jej wyniku większa część konstrukcji uległa zdruzgotaniu, wybuchł tam również pożar. W budynku mieszkały 44 osoby, ale tego wieczoru w domu przebywało 22 lokatorów i 6 gości. 17 osób poniosło śmierć, 11 odniosło obrażenia. Paradoksem jest to, że ludzie zginęli wskutek wybuchu gazu, chociaż budynek, w którym mieszkali, nie był podłączony do miejskiej sieci gazowej.

### Pomnik
29 października 2014 roku w odległości kilkudziesięciu metrów od miejsca zdarzenia, u zbiegu ul. Kartuskiej i ul. Łostowickiej został odsłonięty pięciotonowy głaz pamiątkowy. Głaz sfinansował prywatny przedsiębiorca prowadzący w pobliżu firmę.